# Ҟ
La Ҟ, minuscolo ҟ, è una lettera dell'alfabeto cirillico. Viene usata oggi nella versione abkaza del cirillico. Rappresenta la consonante uvulare eiettiva sorda (/qʼ/).
La Ҟ è la 26ª lettera dell'alfabeto cirillico abkazo, posta tra i diagrafi Қь e Ҟь.